# Martin Heinrich Gustav Schwantes
Martin Heinrich Gustav Schwantes (Bleckede, Lüneburg, 18 de setembre de 1881 - Hamburg, 17 de novembre de 1960), va ser un arqueòleg, historiador i botànic alemany. Va ser un autodidacta pur en arqueologia i va exercir com a mestre entre 1903 i 1923.

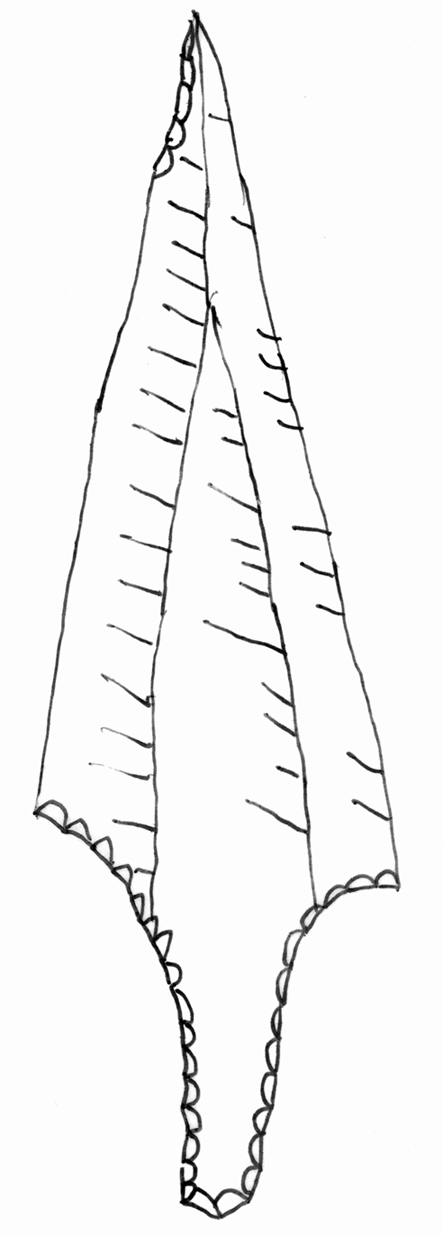
Un artefacte agusat (alena o arma) de la cultura de Bromme.

## Biografia
Als 16 anys va excavar per primera vegada tombes en urnes, en el sector entorn d'Uelzen (Baixa Saxònia); als 18 anys, mantenia contacte actiu per carta amb la Directora del Museu d'Antiguitats de Kiel, Johanna Mestorf, qui en 1901 li va oferir un càrrec com a conservador en el museu, però ell no ho va acceptar. Aprofitant el seu contacte amb Carl Schuchardt, va publicar els primers articles sobre les urnes tombes de l'edat de ferro i sobre una cronologia revisada de la prehistòria.. Va escriure diversos llibres populars sobre la prehistòria d'Alemanya del Nord.
Es va graduar en geologia i botànica a Hamburg el 1923, amb una dissertació sobre la Cultura de Bromme, del Segle X aC. Com a botànic va treballar entre altres coses, amb la flora estepària de Sud-àfrica.
Per a la seva obra Pareys Blumengärtnerei (1958) va cultivar plantes de la família de les aizoàcies, un dels gèneres de la qual, en el seu honor ha estat denominat Schwantesia. A més es van designar també algunes espècies vegetals amb el seu nom.
El 1924 es va convertir en col·laborador a temps parcial i el 1926 en Conservador del Museu d'Etnologia i Prehistòria d'Hamburg.
El 1928 va ser nomenat professor de la Universitat d'Hamburg. El 1929 es va convertir en director del Museu Arqueològic nacional de Kiel. Des de 1931 professor convidat i des de 1937 professor titular de prehistòria i protohistòria a Kiel. Se'l considera com el fundador de l'escola de Kiel.
Pels seus estudis de ciències naturals, va representar un enfocament interdisciplinari en l'arqueologia, sobretot quant a la inclusió de la botànica i l'antropologia en la reconstrucció del món antic.
El 1946 es va jubilar, però va romandre com a director de l'Institut Nacional de Prehistòria i Història Primerenca. Ell mateix va conduir les excavacions del lloc de descobriment mesolític de Duvensee i va promoure la reobertura de les excavacions en l'assentament viking de Haithabu. En el seu llibre sobre la prehistòria de Schleswig-Holstein (1958) va defensar la hipòtesi de la presència d'una població preindoeuropea a la regió. Entre els seus alumnes hi eren Herberto Jankuh i Alfred Rust.

## Algunes publicacions
- Deutschlands Urgeschichte 1908
- Die Gräber der ältesten Eisenzeit im östlichen Hannover in: Prähistorische Zeitschrift Vol. 1, 1909. 140 - 162
- Die Bedeutung der Lyngby-Zivilisation für die Gliederung der Steinzeit Hamburg 1923
- Führer durch Haithabu 1932
- Zur Geschichte der nordischen Zivilisation. Hamburg: Evert, 1938
- Die Geschichte Schleswig-Holsteins. 1. Vorgeschichte Schleswig - Holsteins 1939
- Geschichte Schleswig-Holsteins. Die Urgeschichte. Vol. 1, Teil 1. Neumünster 1958
- The Cultivation of the Mesembryanthemaceae, 1953
- Flowering Stones and Mid-Day Flowers, 1957

## Honors

### Epònims
Gènere
- (Aizoaceae) Schwantesia L.Bolus[1]

Espècies
- (Aizoaceae) Conophytum schwantesii G.D.Rowley[2]

- (Aizoaceae) Gibbaeum schwantesii Tischer[3]

- (Aizoaceae) Lithops schwantesii Dinter[4]

- (Aizoaceae) Mesembryanthemum schwantesii Dinter ex-Schwantes[5]

- (Aizoaceae) Titanopsis schwantesii Schwantes[6]

- (Aizoaceae) Verrucifera schwantesii N.E.Br.[7]

- (Cactaceae) Echinopsis schwantesii Frič[8]

- L'abreviació botànica estandarditzada per citar un tàxon descrit per aquest autor és Schwantes[9]